# Vrbnik
Vrbnik (olaszul: Verbenico, németül: Vörbnick) falu és község Horvátországban Tengermellék-Hegyvidék megyében. Közigazgatásilag Garica, Kampelje és Risika tartozik hozzá.

## Fekvése
Krk sziget keleti részén, Novi Vinodolskival szemben, egy a tengerszint fölé meredeken emelkedő 50 méter magas sziklán fekszik. A községet északról Dobrinj, nyugatról Krk, délről Punat és Baška községek határolják. Keleten a Vinodoli-csatorna választja el a kontinenstől. Punattól és Dobrinjtól 8, a krki hídtól 28 km-re fekszik. A község domborzata elég változatos, délről dombos, a dombok magassága eléri a 400 métert. Tengerpartja sziklás, meredek, a tenger felől hozzáférhetetlen különösen a déli oldalon. Legjelentősebb öblei délen az Ogrul, Sršćica, Sveti Juraj, Pod Črnice, északról a Kostrijčica, Dresteina, Melska és a Sveti Marak. A növényzet buja, de dél felé ritkul. A vrbniki mezőn ered az időszakos Vretenica-patak, vagy egyszerűen csak Patak, mely a mező vízellátását szolgálja. Papratán és Garicán nagyobb vízforrások találhatók.

## Története
A régészeti leletek tanúsága szerint Vrbnik vidékén már a történelem előtti időben is éltek emberek. Vrbniktől néhány kilométerre nyugatra a Garicára menő út mellett több őskori kőeszköz, szekerce, ék, kőkalapács és kőkés került elő. Annak bizonyítékai, hogy itt barlanglakó, állati bőrökbe öltözött, kőszerszámokat használó ősemberek éltek. Kőszekercéket a község területén máshol is, Garica és Risika mellett is találtak. Vrbniken egy kemence maradványai is előkerültek bizonyítva, hogy már ismerték a tüzet. A plébánián az itt talált őskori leletekből gyűjteményt is őriznek, melyet Nikola Butković kastavi és vrbniki pap és tanár, valamint unokaöccse prof. Ivan Butković gyűjtöttek és ajándékoztak a vrbniki plébániának. A košljuni ferences kolostor gyűjteményében és a zágrábi régészeti múzeumban is őriznek Vrbnik környékén talált kőeszközöket.
A terület első ismert lakói az illírek törzsei a japodok voltak, majd őket a liburnok népe követte. Garica és Risika területén a Kostrilj nevű helyen illír település állt. Az illírek mezőgazdasággal, állattartással, kézművességgel foglalkoztak. Életükről írott források mellett cseréptöredékek, eszközök, fegyverek és ékszerek beszélnek. Településeiket magaslatokon építették és fallal kerítették körül.
A Vrbnik-Krk főút mellett pod Hlamom (Hlam alatt) területén számos görög eredetű lelet is került elő. A rómaiak az 1. században szállták meg a szigetet, de Vrbnik vidékén ekkor még nem alakult ki jelentősebb település. A horvátok a 6. század végén, a 7. század elején telepedtek itt le. Vrbnik első írásos említése Híres Dragoszlav 1100. január 1-jén kelt adománylevelében történt. Vrbnik 1118-ban velencei uralom alá került, melynek nevében a dózse vazallusai a vegliai hercegek uralkodtak a szigeten. 1362-ben itt adták ki a vrbniki törvénykönyvet, mely a vinodoli törvénykönyv után a második legrégibb horvát nyelvű, a büntetőjogot szabályozó okirat volt. Eredetije sajnos nem maradt fenn, csak egy Grgur Žašković vrbniki pap által 1526-ban készített átirata ismert, melyet a zágrábi nemzeti egyetemi könyvtárban őriznek. Vrbnik évszázadokig a glagolita írásműveltség központja volt. innen származik a legtöbb máig fennmaradt glagolita kézirat, melyek közük leghíresebb a Mavar-breviárium. Vrbnikről az első ismert népességi adat 1527-ből származik, amikor ötszáz lakosa volt, ez a szám ötven évvel később mintegy ezerre nőtt. A vegliai hercegek 1480-ig uralkodtak itt, ekkor a köztársaság nyomására Frangepán Jánosnak át kellett adnia a szigetet Velencének.

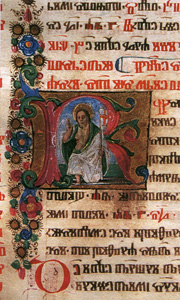
A Vrbniki misekönyv (1642)

1797-ben a napóleoni háborúk egyik következménye a Velencei Köztársaság megszűnése volt. Napóleon bukása után Krk szigete osztrák kézre került, majd 1918-ig az Osztrák-Magyar Monarchia része lett. A település első iskoláját 1848-ban nyitották meg. Az Osztrák–Magyar Monarchia bukását rövid olasz uralom követte, majd a település a Szerb-Horvát-Szlovén Királyság része lett. A romló gazdasági helyzet miatt két világháború között sokan vándoroltak ki a tengerentúlra, főként Amerikába, valamint a gyorsan fejlődő tengerparti városokba Fiuméra és Crikvenicára. A második világháború idején előbb olasz, majd német csapatok szállták meg. A háborút követően újra Jugoszlávia, majd az önálló horvát állam része lett. 2011-ben 1270 lakosa volt.

## Gazdaság
A település legjelentősebb gazdasági forrása a mezőgazdaság, ezen belül elsősorban a szőlőtermesztés. A vrbniki mező a sziget legnagyobb termőterülete, ahol évszázadokig intenzív földművelés folyt. A 20. század néhány évtizedes elhanyagoltsága után az 1980-as években újra indult a mező megművelése és mára teljes lett a termőterület kihasználtsága. Ez főként a helyi termelő szövetkezet keretein belül történik, mely szervezi a szőlőtermés felvásárlását és feldolgozását. A szövetkezeten kívül hagyományosan néhány család is foglalkozik termeléssel, felvásárlással és bortermeléssel. Garica és Risika környékén inkább az állattartás, különösen a juhtenyésztés az elterjedt. Az olajbogyó termesztés viszont nem fejlődött úgy, mint a sziget más vidékein. A turizmus, mely mára minden hetedik krki család legjelentősebb bevételi forrása itt fejlődött a legkevésbé. Egy kisebb szállodán kívül főként kiadó magán apartmanok találhatók Vrbniken és Risikán. Vrbnik tenger melletti fekvése ellenére a tengerrel kapcsolatos tevékenységek, mint a halászat és hajózás nem elsődlegesek ezen a vidéken.

## Lakosság
| Lakosság változása | Lakosság változása | Lakosság változása | Lakosság változása | Lakosság változása | Lakosság változása | Lakosság változása | Lakosság változása | Lakosság változása | Lakosság változása | Lakosság változása | Lakosság változása | Lakosság változása | Lakosság változása | Lakosság változása | Lakosság változása |
| ------------------ | ------------------ | ------------------ | ------------------ | ------------------ | ------------------ | ------------------ | ------------------ | ------------------ | ------------------ | ------------------ | ------------------ | ------------------ | ------------------ | ------------------ | ------------------ |
| 1857               | 1869               | 1880               | 1890               | 1900               | 1910               | 1921               | 1931               | 1948               | 1953               | 1961               | 1971               | 1981               | 1991               | 2001               | 2011               |
| 1241               | 1364               | 1545               | 1639               | 1774               | 1821               | 1791               | 1748               | 1532               | 1408               | 1254               | 1052               | 938                | 950                | 944                | 1270               |

## Nevezetességei
- Vrbniktől északnyugatra Risika közelében állnak az egykori vrbniki erőd (Gradec) tekintélyes romjai. A várat a benne levő Szentlélek templommal a Frangepánok építették a 12. században, ez volt a család első székhelye. Egykor a sziget egyik legjelentősebb glagolita központja volt. Valószínűleg itt adták ki a 14. századi vrbniki törvénykönyvet, mely a vinodoli törvénykönyv után a második legrégibb horvát nyelvű, a büntetőjogot szabályozó okirat volt.
- Szűz Mária Mennybevitele (Uznesenja B. D. Marije) tiszteletére szentelt plébániatemploma[5] a település legjelentősebb műemléke. Vrbnik központjában áll, ide futnak össze a központ szűk utcái. Építési ideje nem ismert, de feltételezik, hogy kora középkori templom alapjaira építették a 16. században. Története során többször bővítették és átépítették, mai formáját a 19. század elején történt átépítéskor nyerte el. Egyhajós barokk épület, berendezése, oltárai, kegytárgyai barokk stílusúak. Berendezéséből kiemelkedik a reneszánsz Rózsafüzéres Boldogasszony oltár Frangepán János adománya 1599-ből. A templomhoz épített Szűz Mária kápolna 1505-ben készült, benne egy helyi mester 14. századi Szent Anna oltárával. A főoltáron Marin Cvitković „Utolsó vacsora” című alkotása látható.[6]
- A templom nyugati oldalán különálló reneszánsz harangtornya messze a település fölé magasodik. A bejárata felett elhelyezett kőtábla szerint 1527-ben építették.
- A Keresztelő Szent János templom (crkva Sv. Ivana Krstitelja)[7] a városfalon kívül áll. A templom 1323-ban épült, majd megalakulása után Szent János Testvériség tulajdona lett. Miután szűknek bizonyult a hívek és a testvériség megnövekedett létszámának befogadására 1611-ben bővítették, melyről az apszisban található glagolita felirat tanúskodik. Az apszis keleti irányú bővítésének nyomai az ekkor felhasznált faragott kövek eltéréséből is láthatók. A testvériség feloszlása után 1808-ban a templom az egyházközség tulajdona lett, akik halottasházként használták. A templom egyhajós, négyszög alaprajzú épület fedett előcsarnokkal. Az apszist a hajótól diadalív választja el, az apszis bordás keresztboltozatát kőkonzolok tartják. A hajó fából készült mennyezettel fedett.[8]
- A Vitezić könyvtárat 1868-ban alapította dr. Dinko Vitezić és fivére Ivan Josip Vitezić krki püspök. A Vitezić-ház az egykori loggia helyén 1901-ben épült fel és a könyvtárat a második emeletén helyezték el. A nyilvánosság számára 1910-ben nyitották meg. A mintegy tízezer kötetből álló könyvtár legértékesebb darabja az 1642-ből származó Vrbniki misekönyv és egy 1718-ban Nürnbergben nyomott atlasz („Atlas scolasticus et itinerarius”) Johann David Koehler munkája. Emellett több glagolita írásos misekönyv és breviárium, oklevelek és folyóiratok, dr. Dinko Vitezić levelezése, korabeli újságkivágások, a bécsi udvarból származó könyvek és parlamenti iratok találhatók.[9] A könyvtártermet egy Szűz Máriát és szenteket ábrázoló 16. századi festmény díszíti.
- A Frangepán családnak két palotája is volt a településen. A krki hercegi palotát 1841-ben iskolává alakították át, a 14. századi Baćin palota azonban ma is áll a Glavača utcában. A palota nevét építtetőjéről Frangepán Bertalanról kapta. A palota egykor menedékhelyként szolgált, bárki kaphatott itt védelmet aki menekültként érkezett ide. A Frangepánoknak ezen kívül még Vrbnik közelében a Szent Mór dombon is állt egy kastélyuk.[6]
- A Szent György templom (crkvica Sv. Juraj) romjai[10] az azonos nevű öböl partján találhatók. A templom egyhajós épület, félköríves apszissal, román stílusban épült. Belül a keleti, a déli és a nyugati falon színes falfestmények maradványai láthatók, melyek közül a keleti falon Szent György és egy vitorlás hajó képe a leginkább kivehető. A szentnek ez az ábrázolása az Adria térségében nagyon ritka. A szakemberek véleménye szerint a templom és falfestményei valószínűleg a 12. és 13. századból származnak. Feltehetően a Frangepánok építtették.[8]
- A mai Vrbniktől északra található a Kostrilj régészeti lelőhely, egy bronzkori erődített település maradványaival. Az erődítményt a 20. század közepének elején fedezte fel V. Mirosavljević. A terület északi oldalán védelmi célú gyűrű alakú falakat, valamint lakóépületek nyomait találták, egyéb apró leletekkel együtt. A bronzkori lelőhely valószínűleg a legfontosabb régészeti övezet Vrbnik területén.[11]
- Az egykori Szent Nedelja-templom[12] a Vrbničko polje (Vrbniki-mező) északi szélén található, a Vrbnikből Dobrinjba és Krkre vezető út mentén. A téglalap alaprajzú épület felépítése nem tartalmaz különlegességet, külső és belső kialakítása egyszerű. A 20. század elején a templomot betonlapok borították, de belsejében, az oldalfal felett megmaradt az eredeti boltozat alsó része. Egy 1445-ből származó glagolita felirat, amelyet a templom   elején találunk a templom Mihovil nevű építőmesterét említi.
- Vrbnikben található a világ egyik legkeskenyebb utcája a Klančić, melynek szélessége mindössze 40 centiméter körüli.
- A falu egyik jellegzetessége Horvátország szerte ismert, és számos díjat nyert Vrbnicka Zlahtina bor. A sok kis étterem szinte mindegyikének saját bora van ahol jellegzetes horvát ételeket szolgálnak fel.
- Vrbnik a búvárok egyik népszerű merülő helye.

## Galéria

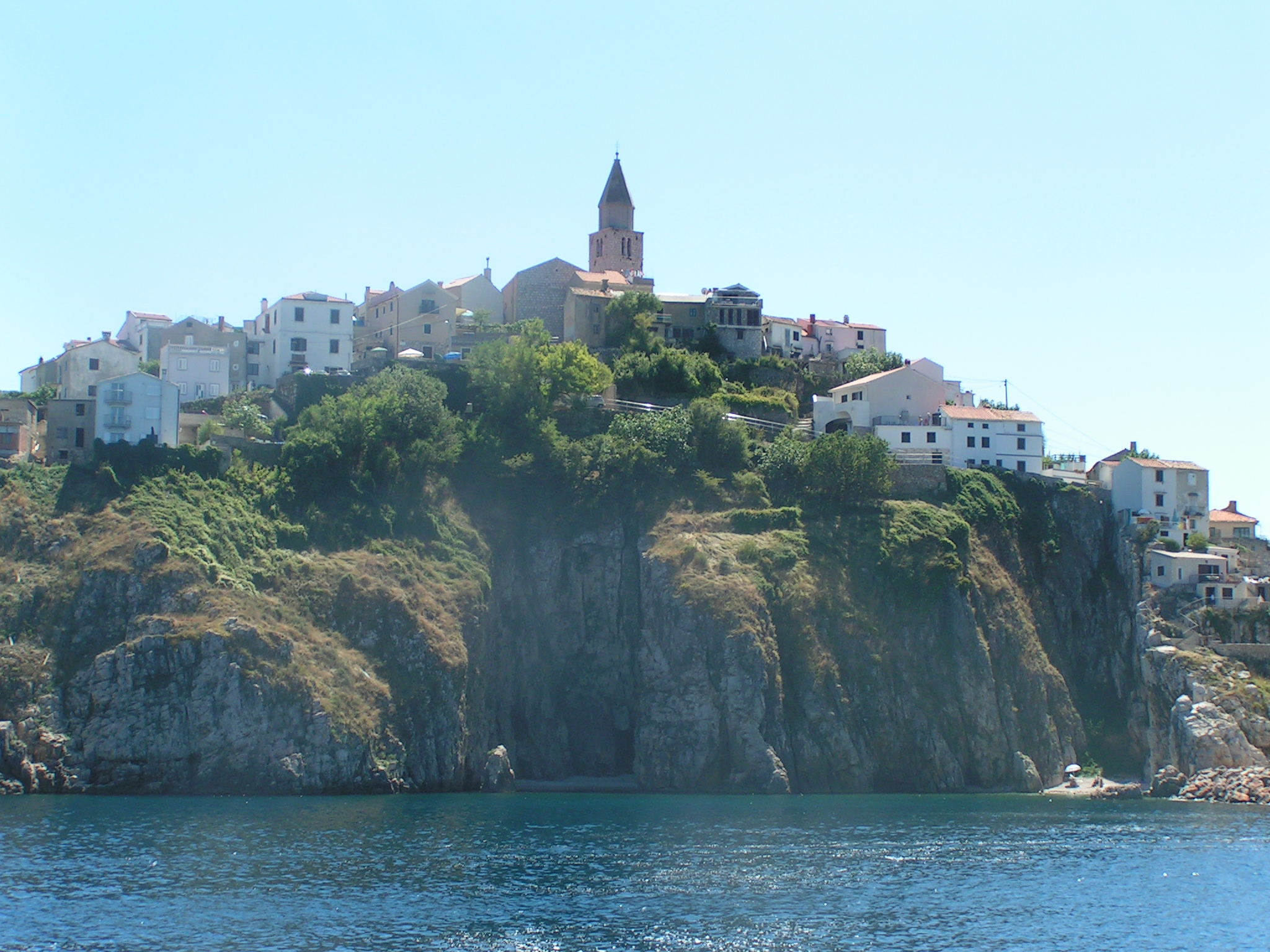
Vrbnik látképe a tenger felől
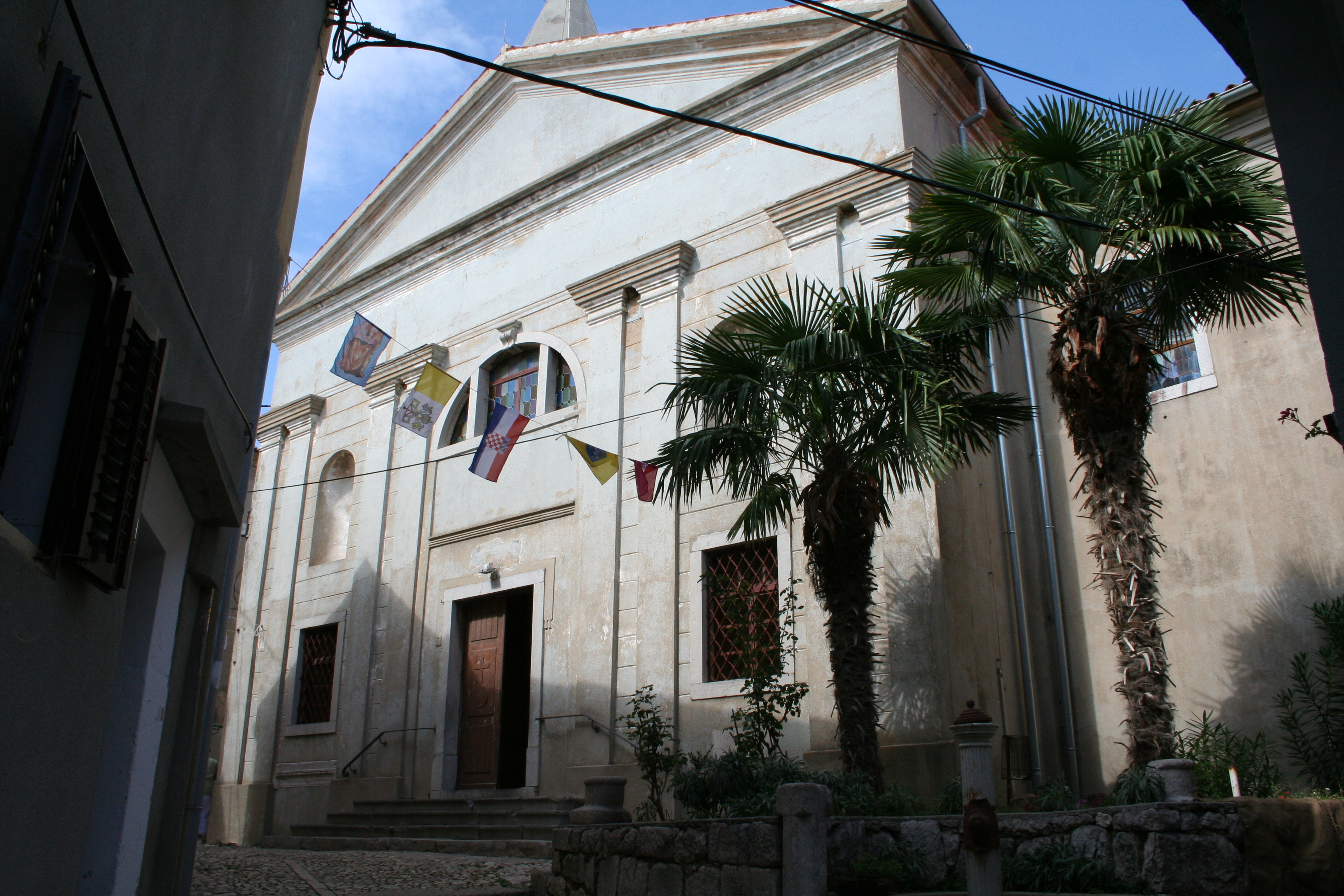
A plébániatemplom
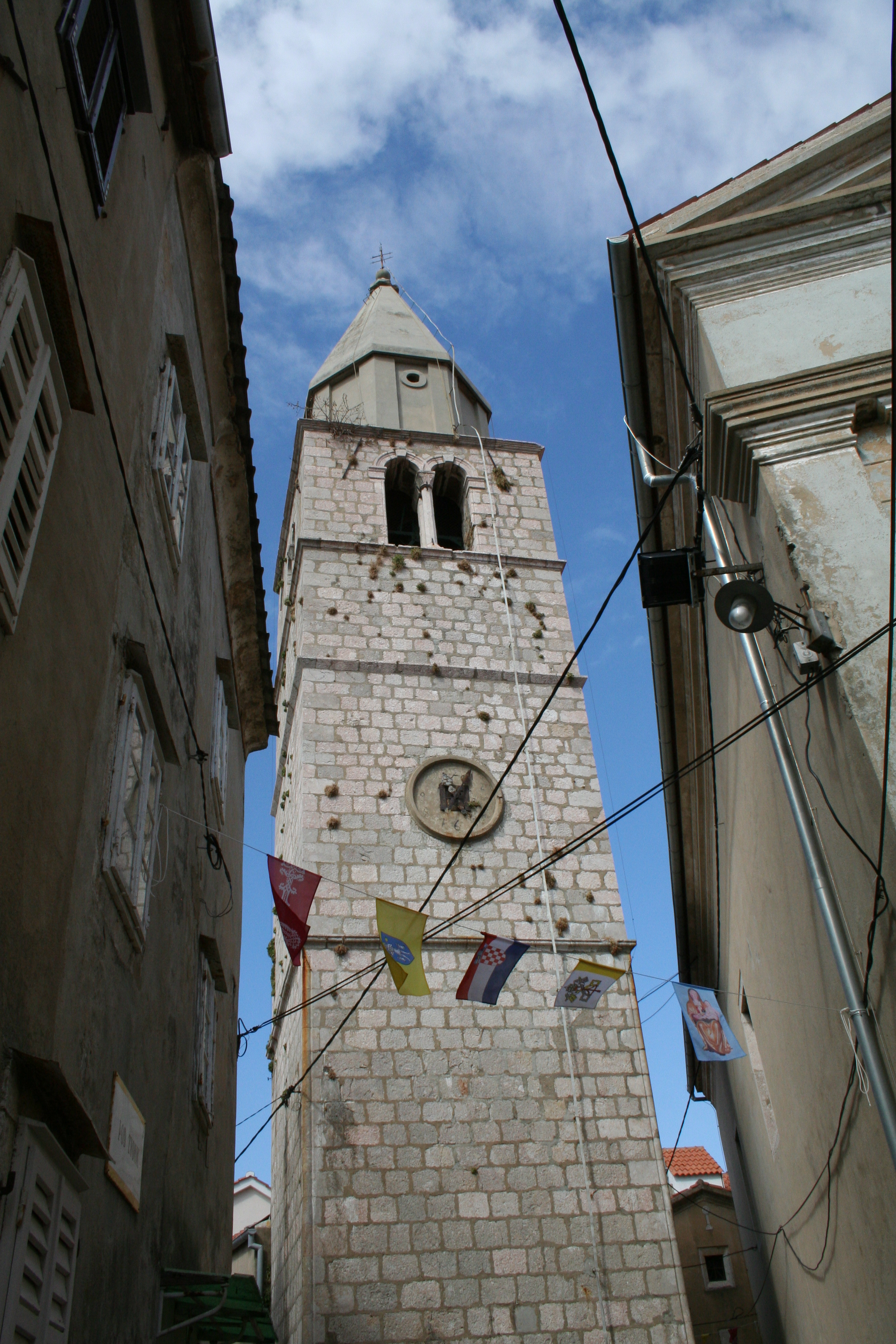
A harangtorony
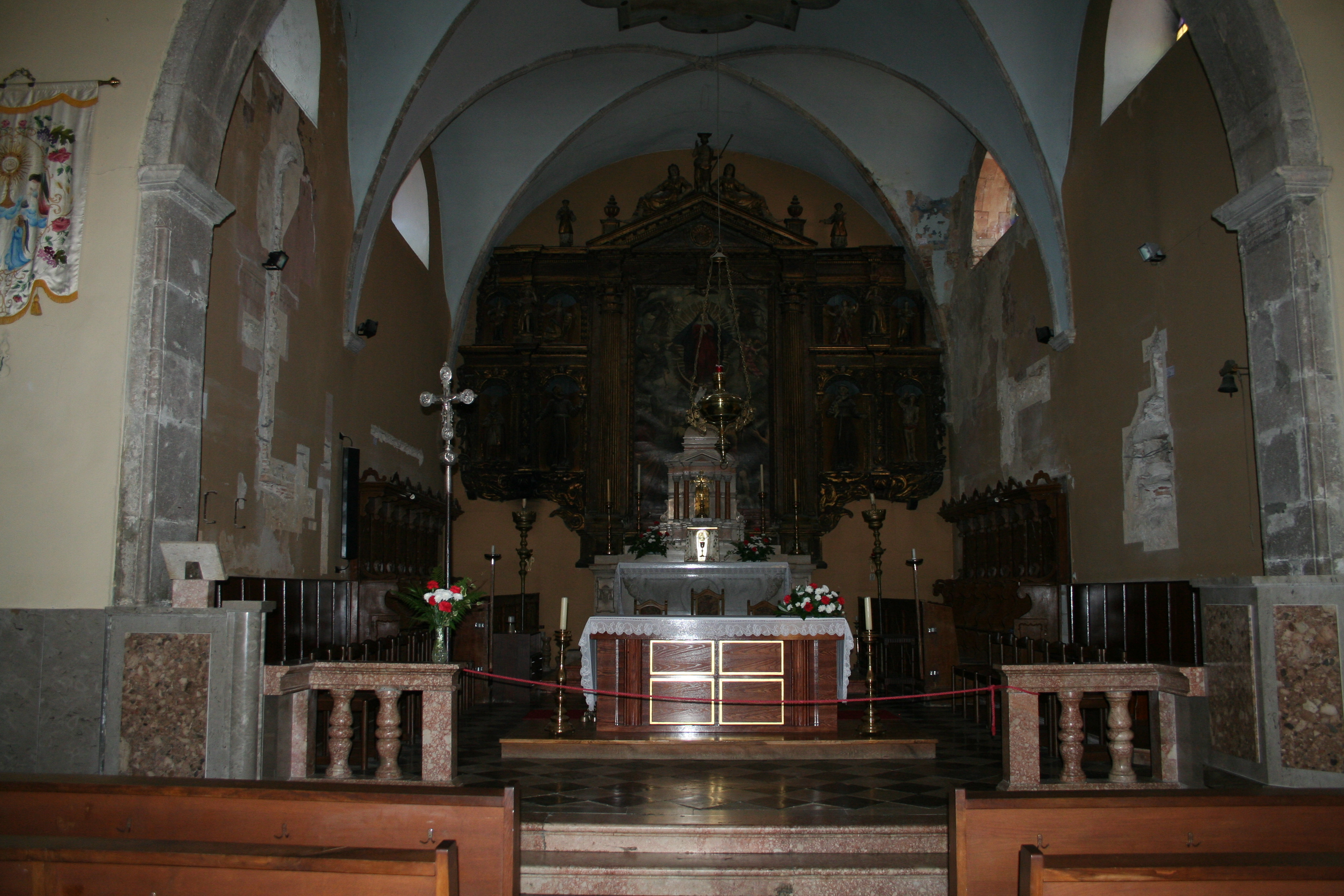
A plébániatemplom belső tere
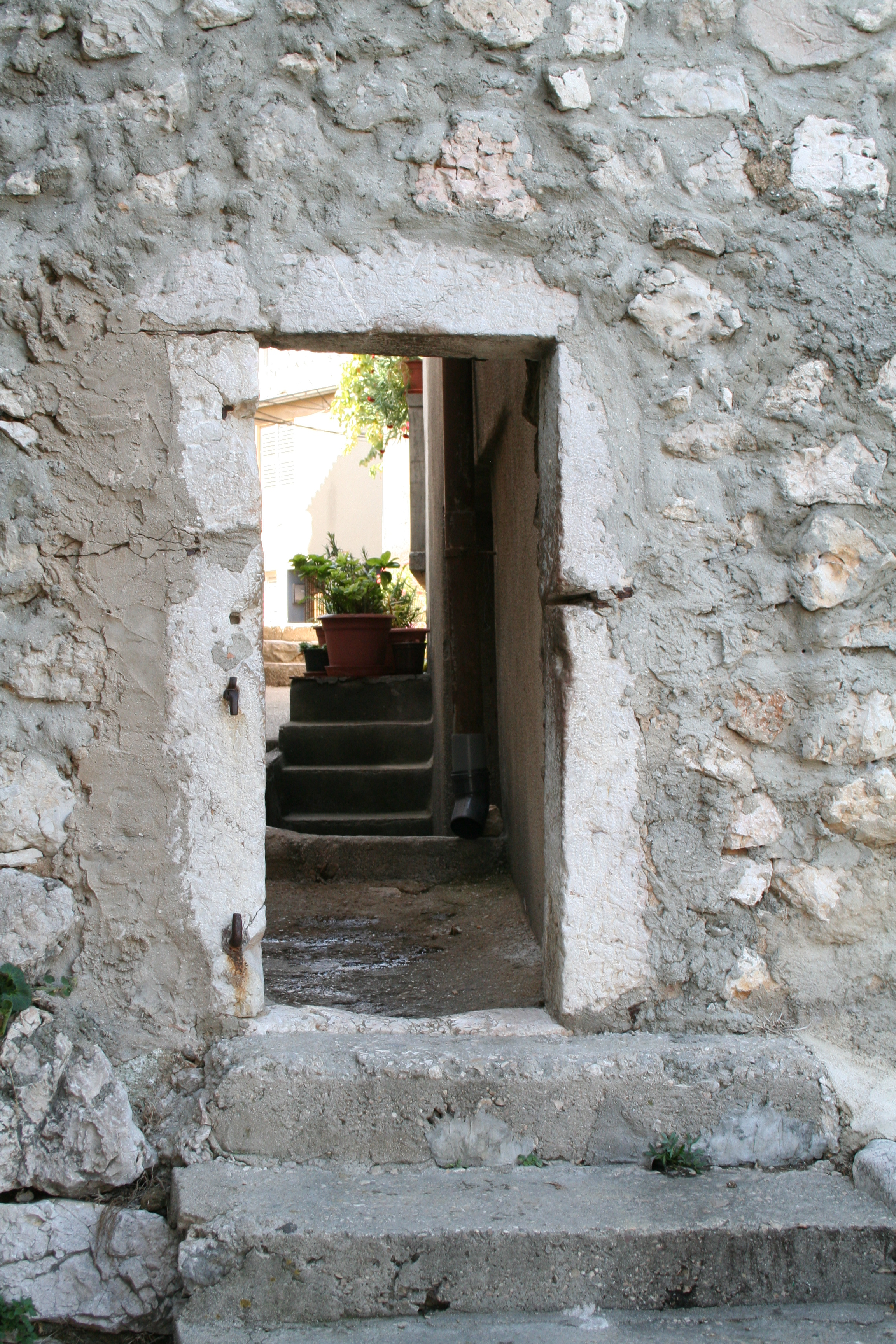
Kőkeretes kapu
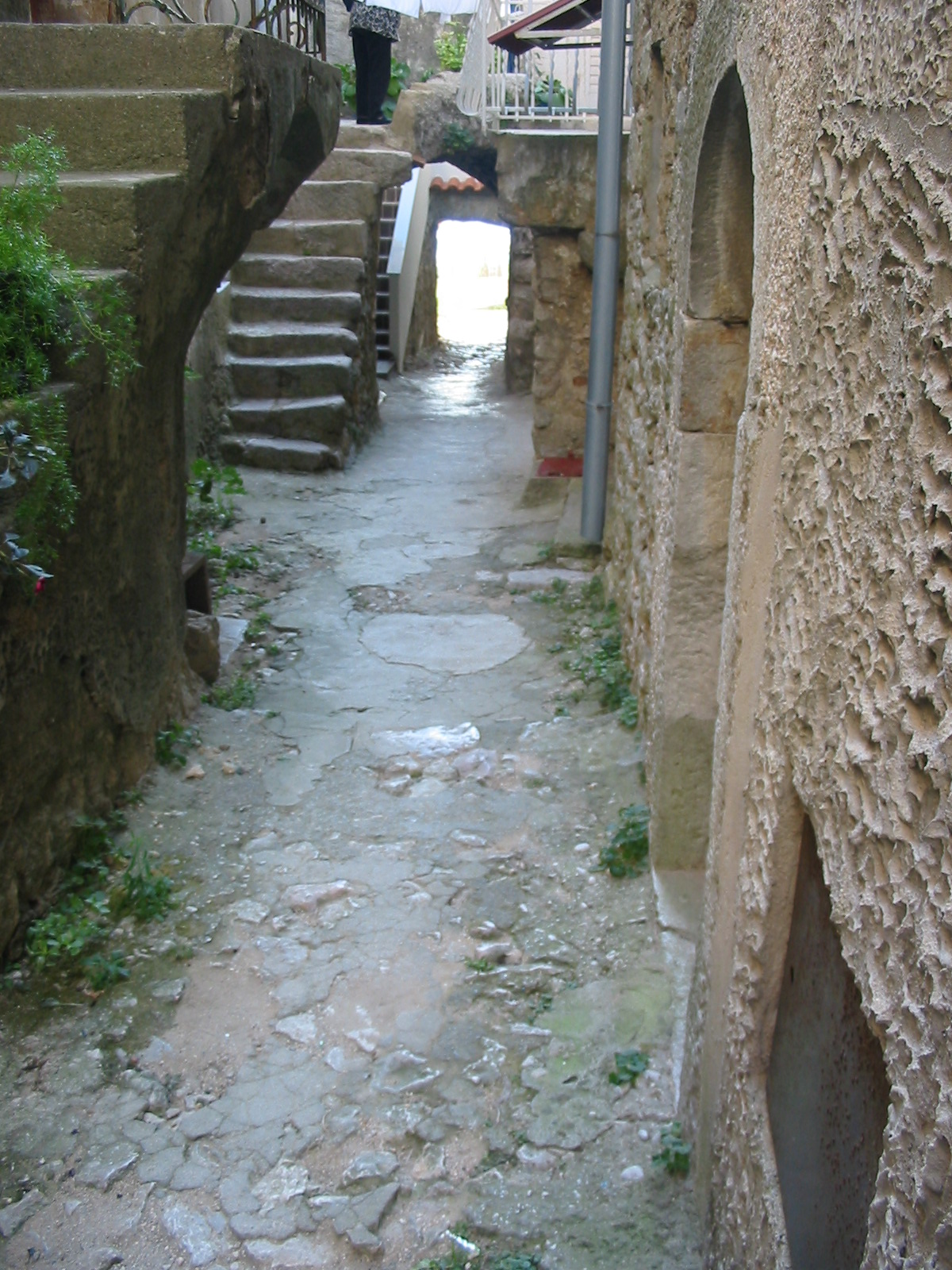
Utcarészlet
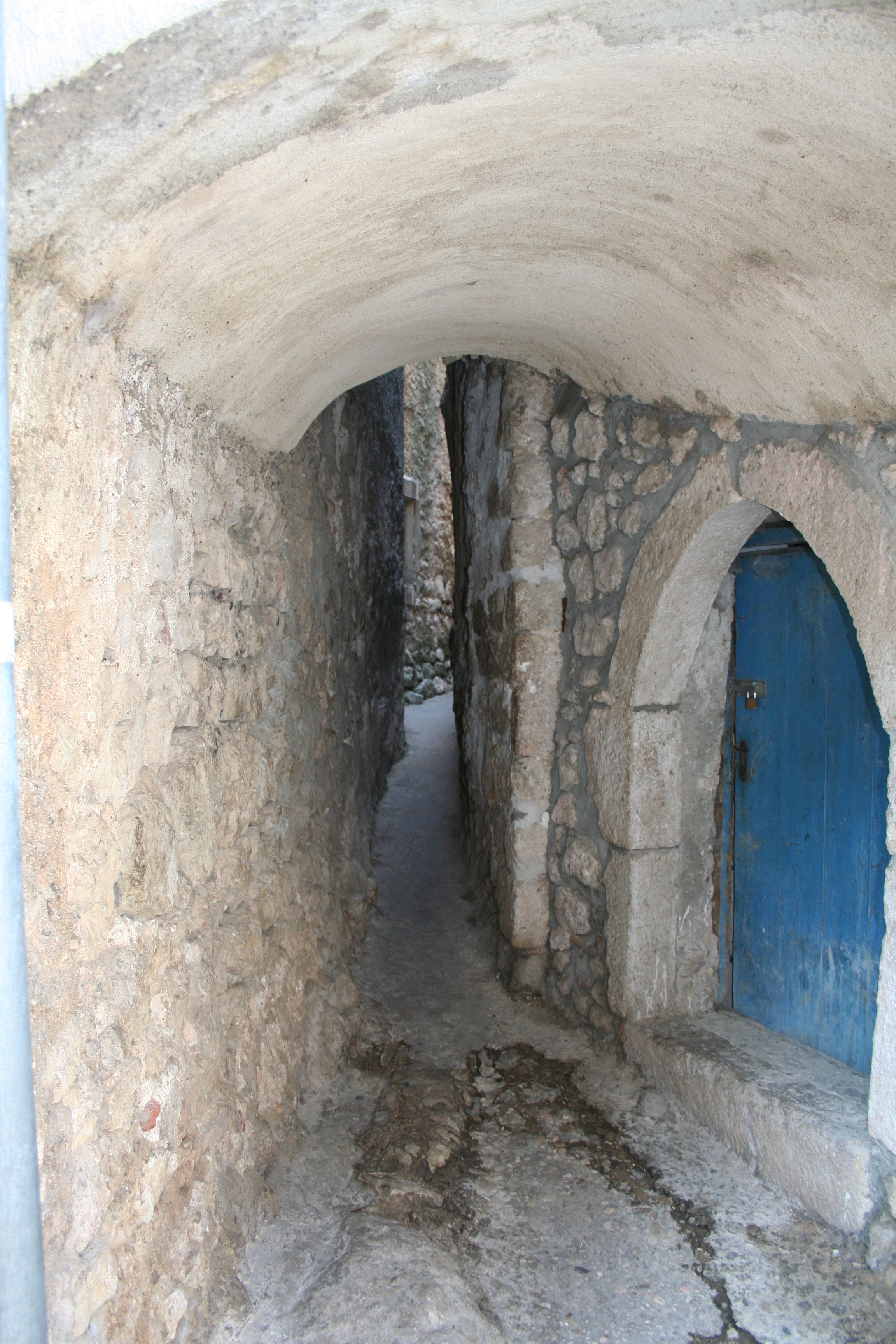
A Klančić utca
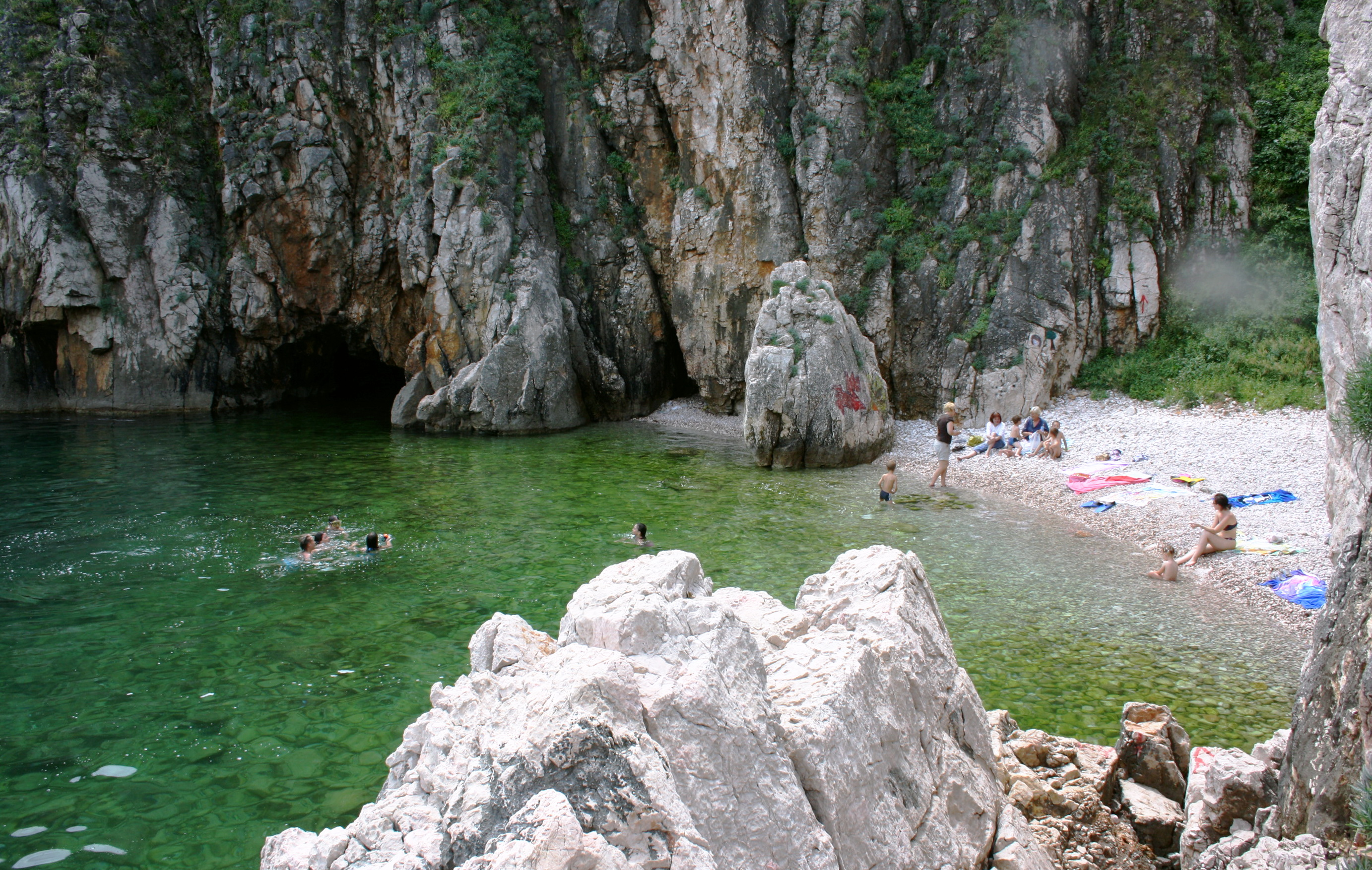
Strand Vrbniken
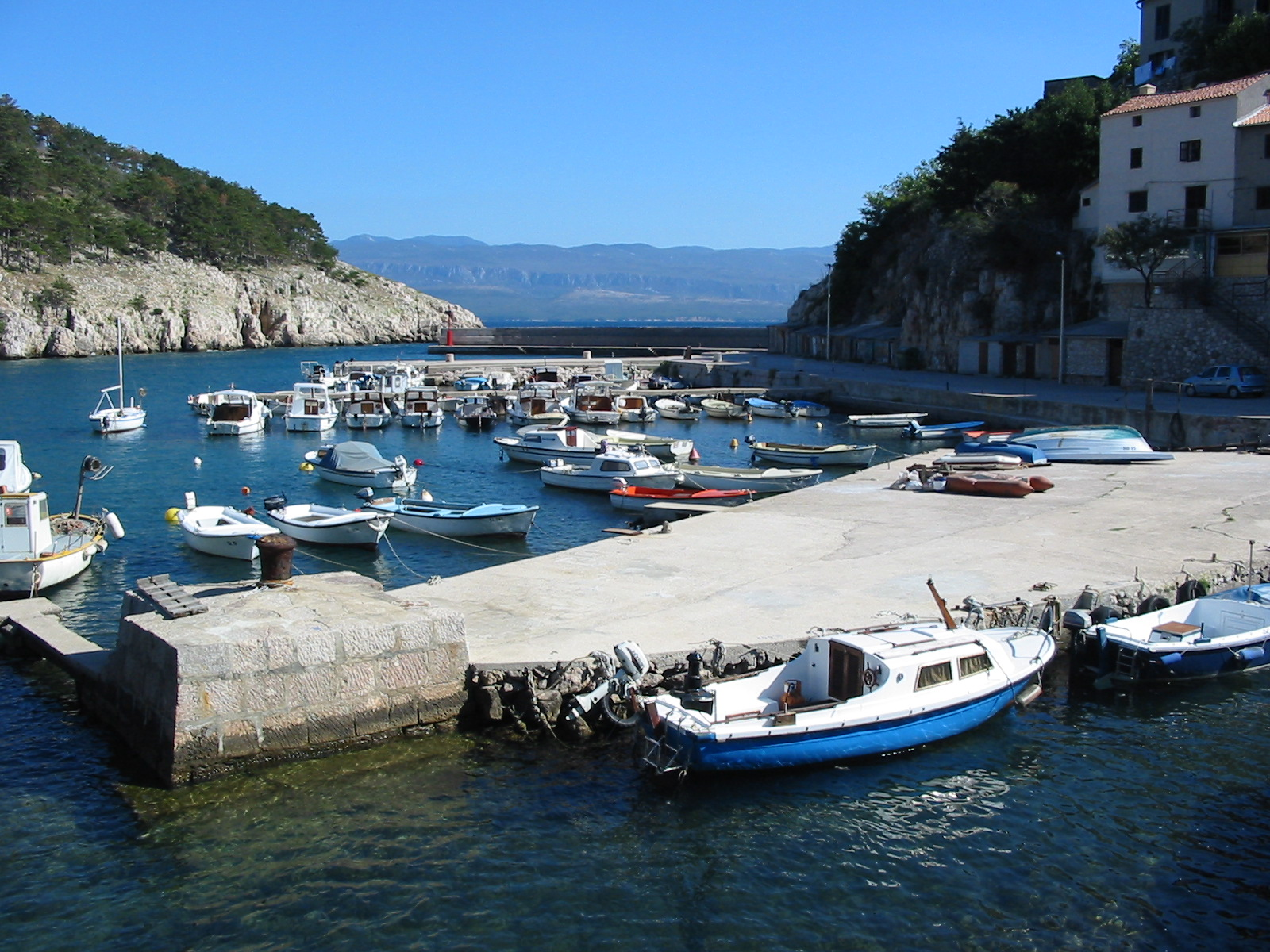
A kikötő
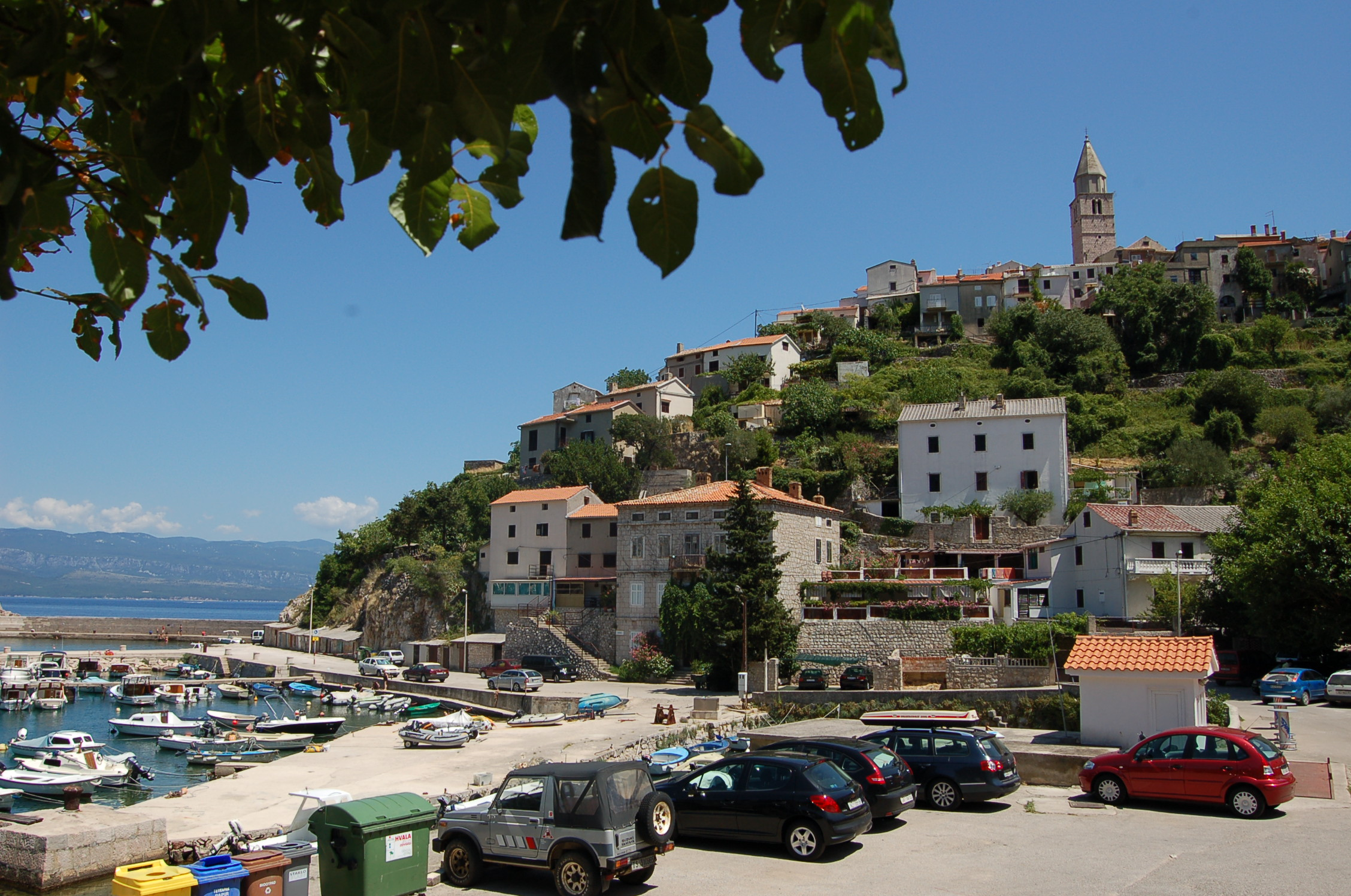
Látkép